# César Sánchez López
César Manuel Sánchez López (Sobrado (La Coruña) 1936 - La Coruña, 7 de mayo de 2010) fue un músico español nacido en Sobrado (La Coruña), en 1936. Director de coros de niños, fue conocido por ser el creador de la Escolanía del Recuerdo. 

## Formación y carrera
Estudió en el Real Conservatorio Superior de Música de Madrid. De técnica autodidacta en la enseñanza musical para niños, fundó y dirigió la primera Escolanía en el Colegio de la Salle de Santander, en 1952. Se trasladó a Madrid a mediados de los cincuenta y organizó el coro infantil del “Santo Ángel de la Guarda”, cuya dirección alternó con la Escolanía del Santísimo Sacramento. 
Posteriormente, fundó la Escolanía de la “Sagrada Familia”, perteneciente al colegio del mismo nombre, en Madrid. Un año más tarde, en 1961, se incorporó al colegio de los Jesuitas en Chamartín, en donde se hizo cargo de la Escolanía del colegio Nuestra Señora del Recuerdo. Su trabajo unía, además, el interés por incorporar niños del suburbio a la vida social gracias a su integración a través de la música.
Al frente de esta Escolanía, intervino en más de 100 conciertos en el Teatro Real de Madrid, realizó giras por diversos países europeos, grabó discos y actuó en numerosos programas de Radio y Televisión.
Por motivos de edad César Sánchez abandonó la dirección de la Escolanía del colegio Nuestra Señora del Recuerdo de Madrid en el año 2007. Fue sucedido por David González Tejero, quien dirige actualmente la Escolanía. Murió a causa de una neumonía la madrugada del 7 de mayo de 2010.

## Distinciones
Recibió la Medalla de Oro de la UNICEF por su entrega artística a favor de los niños y en 2004 la Encomienda de Alfonso X el Sabio por su dedicación a la música. En 2007 fundó la Escolanía del Sagrado Corazón de Rosales y con ellos actuó en diversos conciertos del Auditorio Nacional y otros actos importantes.
Después del fallecimiento de D. César, Belén Sirera Serradilla asumió con gran acierto y brillantez la dirección de esta Escolanía.